# Castrul roman Acidava

## Descriere
Castrul roman de la Enoești (Acidava?) este situat în județul Olt, în apropierea Dunării, în zona satului Enoșești, care astăzi este parte a orașului Piatra-Olt, județul Olt. Castrul a fost descoperit în a doua jumătate a secolului al XIX-lea în zona ‘Cetatea lui Traian’. Locația exactă se afla între Piatra Olt și Enoșești. Demolat în 1872 odată cu construirea căii ferate Slatina-Olt, primele sondaje au fost efectuate de Butulescu în 1872 și mai apoi în 1881 și 1976 de Cr. M. Vlădescu și Gh. Poenaru-Bordea. 

## Istoricul cercetărilor
Rezultatele sondajelor preconizează că cel mai vechi castru de lemn și pământ a fost creat în timpul domniei lui Traian, găsindu-se urme ale cohorsI Flavia Commagenorum, respectiv cohors I Thracum. Cea de-a doua fortificație pare a fi realizată din piatră și cărămidă. A fost descoperită așezarea civilă la V, unde există un probabil vicus militar și a fost descoperit un tezaur monetar ascuns în interiorul unui vas de lut, compus din 152 de denarii (Domitian – Caracalla). 